# Koregaon Bhima
Koregaon Bhima es una  ciudad censal situada en el distrito de Pune en el estado de Maharashtra (India). Su población es de 13116 habitantes (2011). Se encuentra a orillas del río Bhima, a 28 km de Pune.

## Demografía
Según el censo de 2011 la población de Koregaon Bhima era de 13116 habitantes, de los cuales 7220 eran hombres y 5896 eran mujeres. Koregaon Bhima tiene una tasa media de alfabetización del 89,41%, superior a la media estatal del 82,34%: la alfabetización masculina es del 93,69%, y la alfabetización femenina del 84,17%.